# Hans Eschenbrenner
Hans Eschenbrenner (ur. 7 października 1910 w Bexbach, zm. 9 lipca 2007 tamże) – strzelec z Protektoratu Saary, olimpijczyk.
Brał udział w Letnich Igrzyskach Olimpijskich 1952 (Helsinki). Wystartował tylko w konkurencji karabinu małokalibrowego leżąc z odl. 50 metrów, w której zajął 52. miejsce (na 58 zawodników).
Razem z Ludwigiem Gräfem byli jedynymi strzelcami reprezentującymi Protektorat Saary na igrzyskach w Helsinkach. Z racji tego, że reprezentacja tego protektoratu tylko raz wystartowała na igrzyskach olimpijskich, pozostają do dzisiaj jedynymi strzelcami-olimpijczykami z Saary.
Zaraz po Gräfie Eschenbrenner był najstarszym członkiem swojej ekipy na igrzyskach w Helsinkach. Pozostaje on również drugim najstarszym olimpijczykiem tejże reprezentacji w historii (w chwili startu miał ukończone 41 lat i 296 dni).

## Wyniki olimpijskie
| Igrzyska | Konkurencja                       | Wynik                    | Miejsce    | Źródło |
| -------- | --------------------------------- | ------------------------ | ---------- | ------ |
| IO 1952  | Karabin małokalibrowy leżąc, 50 m | 384 punkty (94-97-98-95) | 52 (na 58) | [ 3 ]  |